# ممزق (فلم 2013)
مُمزق (بالإنجليزية: Torn) هو فيلم إثارة نفسية نيجيري صدر سنة 2013 وأخرجه موزيس إينوانك. الفيلم من بطولة جوزيف بنجامين وإيريتيولا دويل وموناليزا تشيندا ويوليوس أغوو. حصل الفيلم على خمسة ترشيحات في دورة سنة 2013 من حفل توزيع جوائز نوليوود للأفضل، وهي جائزة مُخرج السنة، وجائزة فيلم السنة، وجائزة أفضل مونتاج، وجائزة أفضل سيناريو، وجائزة أفضل مُمثلة في دور رئيسي، لكنه لم يفز بأي من هاته الجوائز.

## طاقم التمثيل
- إيريتيولا دويل في دور أوفو.
- موناليزا تشيندا في دور نانا.
- جوزيف بنجامين في دور أولوميدي.
- بيمبو مانويل في دور الطبيب النفسي.
- فيمي أوغدينغبي في دور المُفتش.
- توبي تيديلا.
- يوليوس أغوو.

## الاستقبال النقدي
أشاد النقاد في موقع (بالإنجليزية: Nollywood Reinvented) بقصة الفيلم، واصفين إياها بأنها خروج عن الشكل المُعتاد لرواية القصص المستخدمة في أفلام نوليوود. وقد حصل الفيلم على تقييم 59٪.